# Thomas A. Steitz
Thomas A. Steitz (n. 23 august 1940, Milwaukee, Wisconsin, SUA – d. 9 octombrie 2018, Branford⁠(d), Connecticut, SUA) a fost un biolog și biochimist american, laureat al Premiului Nobel pentru Chimie în 2009, pentru „studii ale structurii și funcțiilor ribozomului”, împreună cu Venki Ramakrishnan și Ada E. Yonath.